# Joost van Vollenhoven (gouverneur)
Joost van Vollenhoven (Rotterdam 21 juli 1877 – Montgobert 20 juli 1918) was een Frans koloniaal van Nederlandse afkomst.

## Jeugd en opleiding
Geboren in Rotterdam en Nederlander van geboorte ging Van Vollenhoven in zijn jeugd met zijn familie naar Algerije, waar zijn ouders in de handel werkten. Van Vollenhoven groeide op in deze Franse kolonie. In 1899 nam hij de Franse nationaliteit aan en studeerde en werkte aan de École coloniale. In 1903 promoveerde hij op het proefschrift Essai sur le fellah algérien. Na zijn militaire opleiding bij het 1e regiment van de zoeaven verliet hij het leger als reserve-sergeant in 1902.

## Gouverneur in Indochina en Frans-West-Afrika
Van Vollenhoven was gouverneur van Indochina en van Frans-West-Afrika. Tijdens de Eerste Wereldoorlog stuurde hij er bij de Franse overheid op aan om zich in West-Afrika minder op rekrutering te richten, maar juist meer op economische exploitatie. Hij vond dat West-Afrika werd geruïneerd voor slechts een paar duizend man extra in de oorlog, en in West-Afrika en andere Franse kolonies was veel verzet tegen de gedwongen rekrutering door de Fransen. Van Vollenhoven dacht dat economische exploitatie Frankrijk ook na de oorlog zou helpen. Hij vreesde een opstand van de zwarte bevolking gericht tegen de blanken als gevolg van de gedwongen rekrutering.
Van Vollenhoven stierf aan het eind van de Eerste Wereldoorlog op het slagveld tijdens de Tweede Slag bij de Marne. Zijn naam staat op een van de plakkettes in het Panthéon (Parijs) als gesneuvelde militair.

## Bibliografie

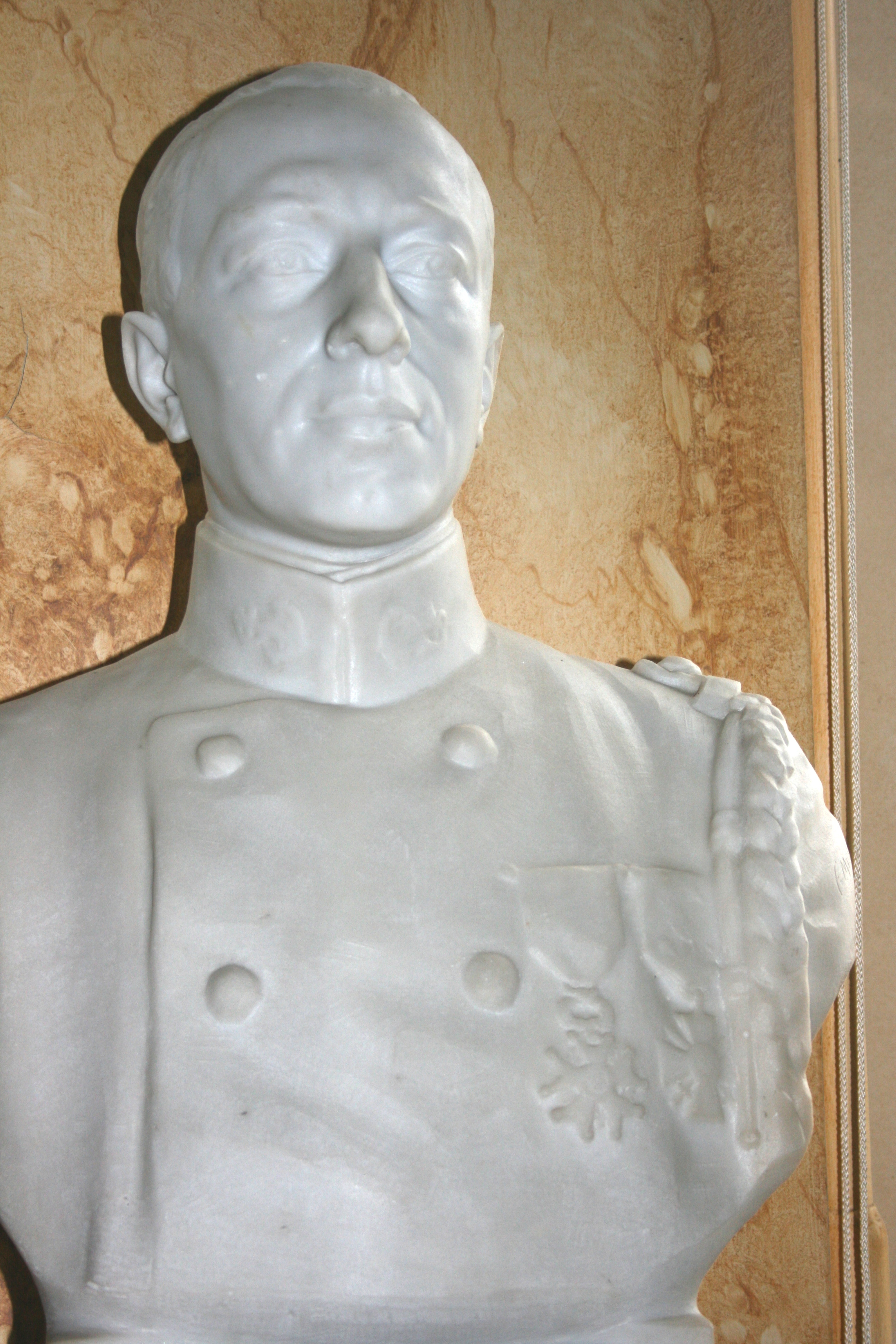
Buste in het Franse ministerie van Overzees-Frankrijk in Parijs